# Montmaur-en-Diois
Pour les articles homonymes, voir Montmaur.
 (septembre 2017).
Si vous disposez d'ouvrages ou d'articles de référence ou si vous connaissez des sites web de qualité traitant du thème abordé ici, merci de compléter l'article en donnant les références utiles à sa vérifiabilité et en les liant à la section « Notes et références ».
Montmaur-en-Diois est une commune française située dans le département de la Drôme, en région Auvergne-Rhône-Alpes.
Ses habitants sont dénommés les Montmaurois.

## Géographie

### Localisation

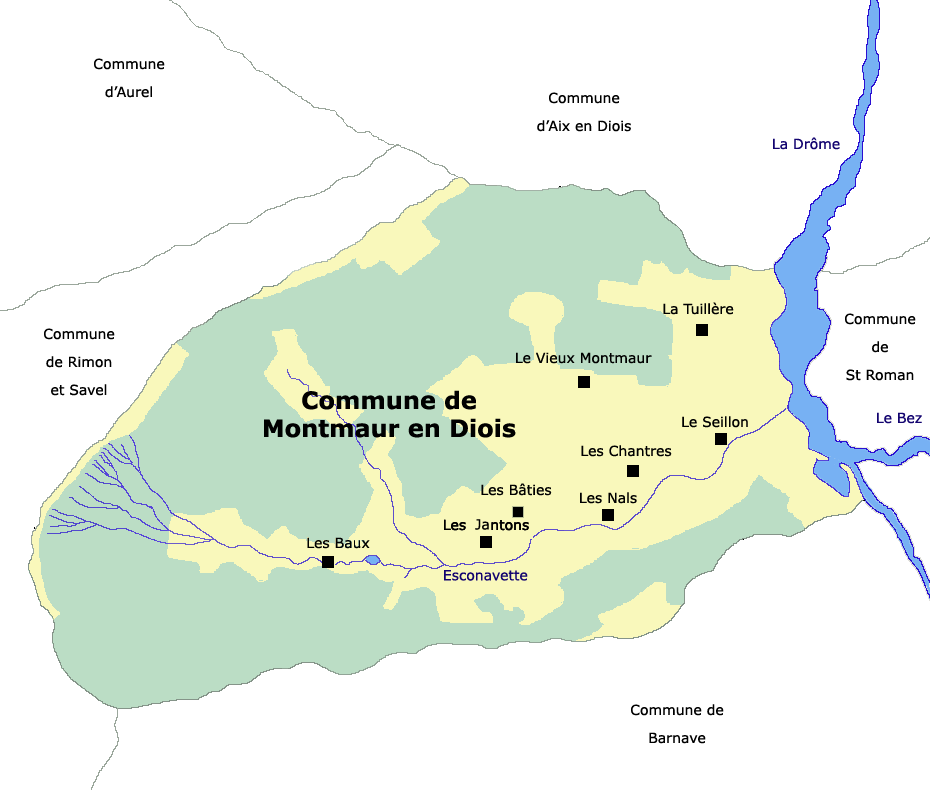
Carte de la commune de Montmaur-en-Diois.

La commune de Montmaur-en-Diois est située au cœur du Diois, entre Die et Luc-en-Diois.

### Relief et géologie

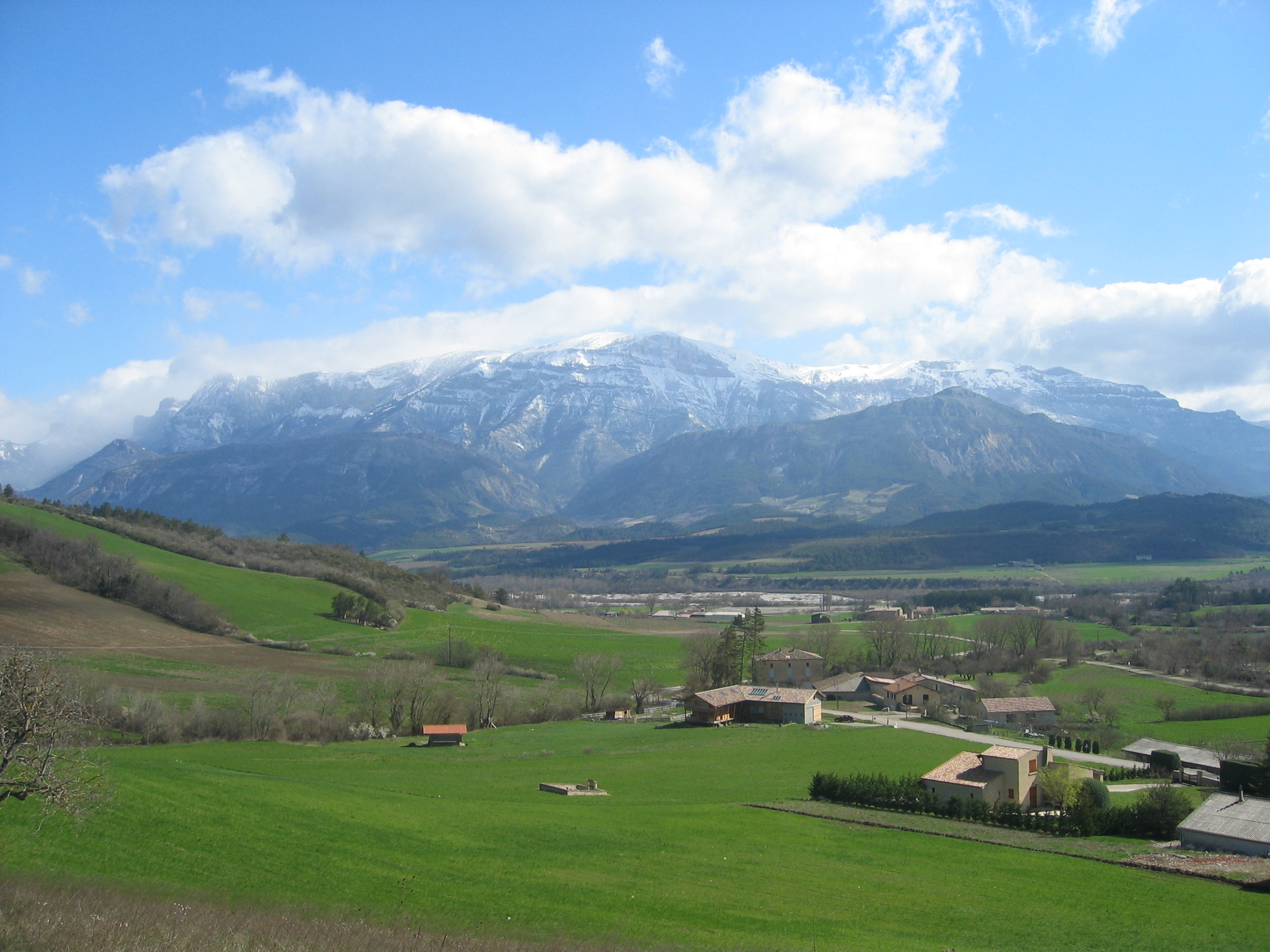
Montagne du Glandasse vue de Montmaur-en-Diois.

Environnement montagneux.
Sites particuliers :
- Col du Royer (1 140 m)
- Combe des Eyssarts
- le Devès (757 m)
- Pas d'Aix
- Pas de la Lune (1 205 m)
- Pas des Baux
- Rochers des Baux
- Serre de Corps
- Serre des Ubacs
- Serre Garnier
- Serre Gasille
- Serre la Croix
- Serre Laval

#### Géologie
Au nord et à l'ouest se trouve le plateau calcaire de Solaure, montagne dépassant les 1 000 m.

Au nord-est, le Vieux Montmaur est perché sur une haute colline de marne noire.

Au sud se trouve le Serre, ensemble de collines composées de marnes et dépassant rarement les 600 m.

### Hydrographie
La commune est arrosée par les cours d'eau suivants :
- la Drôme
- l'Esconavette
- Ravin de Bonnaigue
- Ravin de Combe Chaude
- Ravin de Séguret
- Ravin des Coufourens
- Ravin des Fontaniés
- Ruisseau de Charose
- Ruisseau de Marcousse
- Ruisseau des Chanalettes

### Climat
Pour des articles plus généraux, voir Climat d'Auvergne-Rhône-Alpes et Climat de la Drôme.
En 2010, le climat de la commune est de type climat méditerranéen altéré, selon une étude du CNRS s'appuyant sur une série de données couvrant la période 1971-2000. En 2020, Météo-France publie une typologie des climats de la France métropolitaine dans laquelle la commune est exposée à un climat de montagne ou de marges de montagne et est dans la région climatique Alpes du sud, caractérisée par une pluviométrie annuelle de 850 à 1 000 mm, minimale en été.
Pour la période 1971-2000, la température annuelle moyenne est de 11,5 °C, avec une amplitude thermique annuelle de 17,3 °C. Le cumul annuel moyen de précipitations est de 983 mm, avec 8,3 jours de précipitations en janvier et 5,3 jours en juillet. Pour la période 1991-2020, la température moyenne annuelle observée sur la station météorologique de Météo-France la plus proche, « St Roman-Diois »sur la commune de Saint-Roman à 5 km à vol d'oiseau, est de 12,5 °C et le cumul annuel moyen de précipitations est de 800,3 mm,. Pour l'avenir, les paramètres climatiques de la commune estimés pour 2050 selon différents scénarios d'émission de gaz à effet de serre sont consultables sur un site dédié publié par Météo-France en novembre 2022.

### Voies de communication et transports
La route départementale 93 (RD93) qui traverse le territoire communal relie la ville de Die et d'Aspres-su-Buëch.

## Urbanisme

### Typologie
Au 1er janvier 2024, Montmaur-en-Diois est catégorisée commune rurale à habitat très dispersé, selon la nouvelle grille communale de densité à 7 niveaux définie par l'Insee en 2022.
Elle est située hors unité urbaine. Par ailleurs la commune fait partie de l'aire d'attraction de Die, dont elle est une commune de la couronne,. Cette aire, qui regroupe 27 communes, est catégorisée dans les aires de moins de 50 000 habitants,.

### Occupation des sols
L'occupation des sols de la commune, telle qu'elle ressort de la base de données européenne d’occupation biophysique des sols Corine Land Cover (CLC), est marquée par l'importance des forêts et milieux semi-naturels (71,4 % en 2018), une proportion sensiblement équivalente à celle de 1990 (70,7 %). La répartition détaillée en 2018 est la suivante : forêts (54,5 %), terres arables (16,4 %), zones agricoles hétérogènes (12,2 %), milieux à végétation arbustive et/ou herbacée (11,5 %), espaces ouverts, sans ou avec peu de végétation (5,4 %). L'évolution de l’occupation des sols de la commune et de ses infrastructures peut être observée sur les différentes représentations cartographiques du territoire : la carte de Cassini (XVIIIe siècle), la carte d'état-major (1820-1866) et les cartes ou photos aériennes de l'IGN pour la période actuelle (1950 à aujourd'hui).

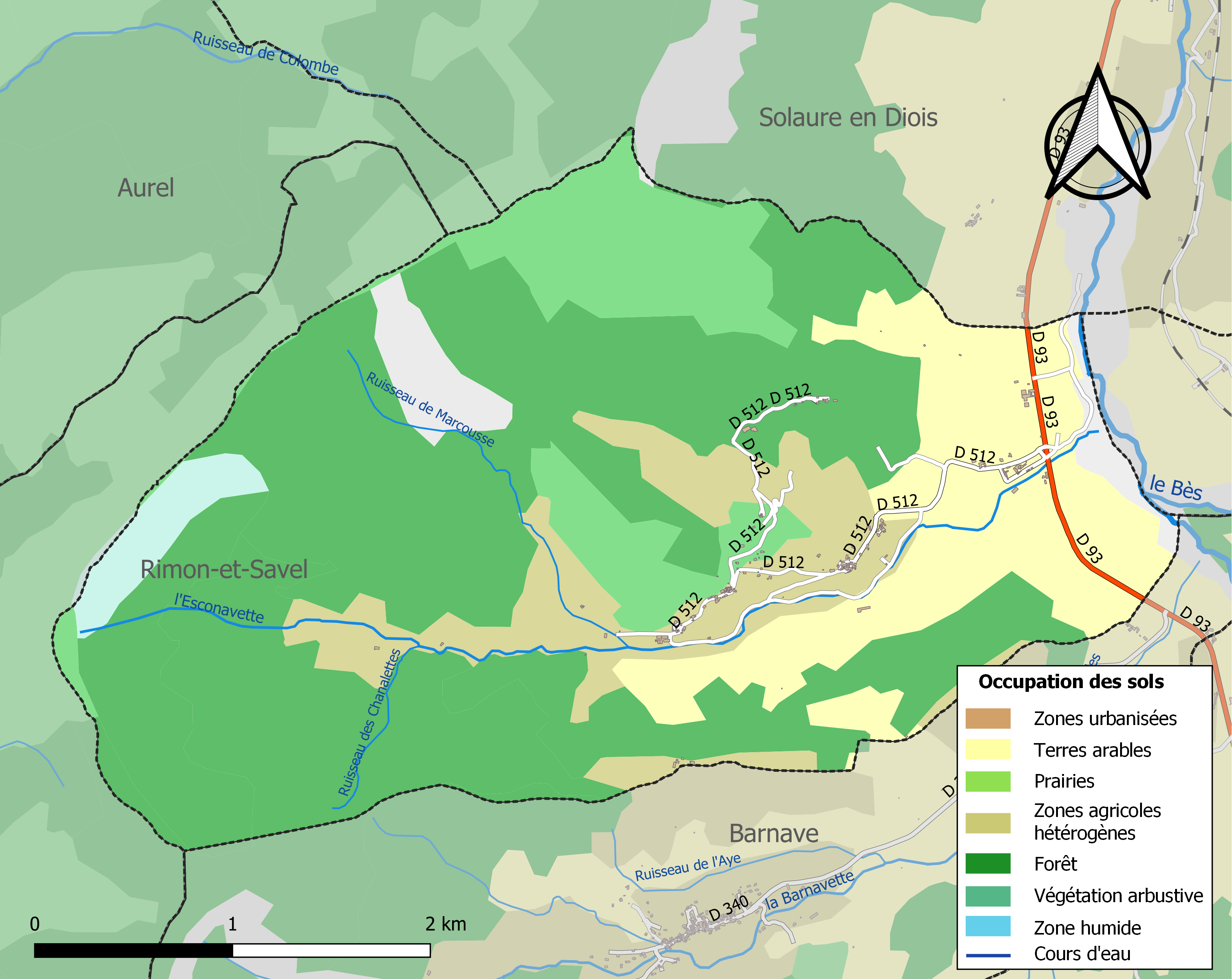
Carte des infrastructures et de l'occupation des sols de la commune en 2018 (CLC).

### Morphologie urbaine

#### Quartiers, hameaux et lieux-dits

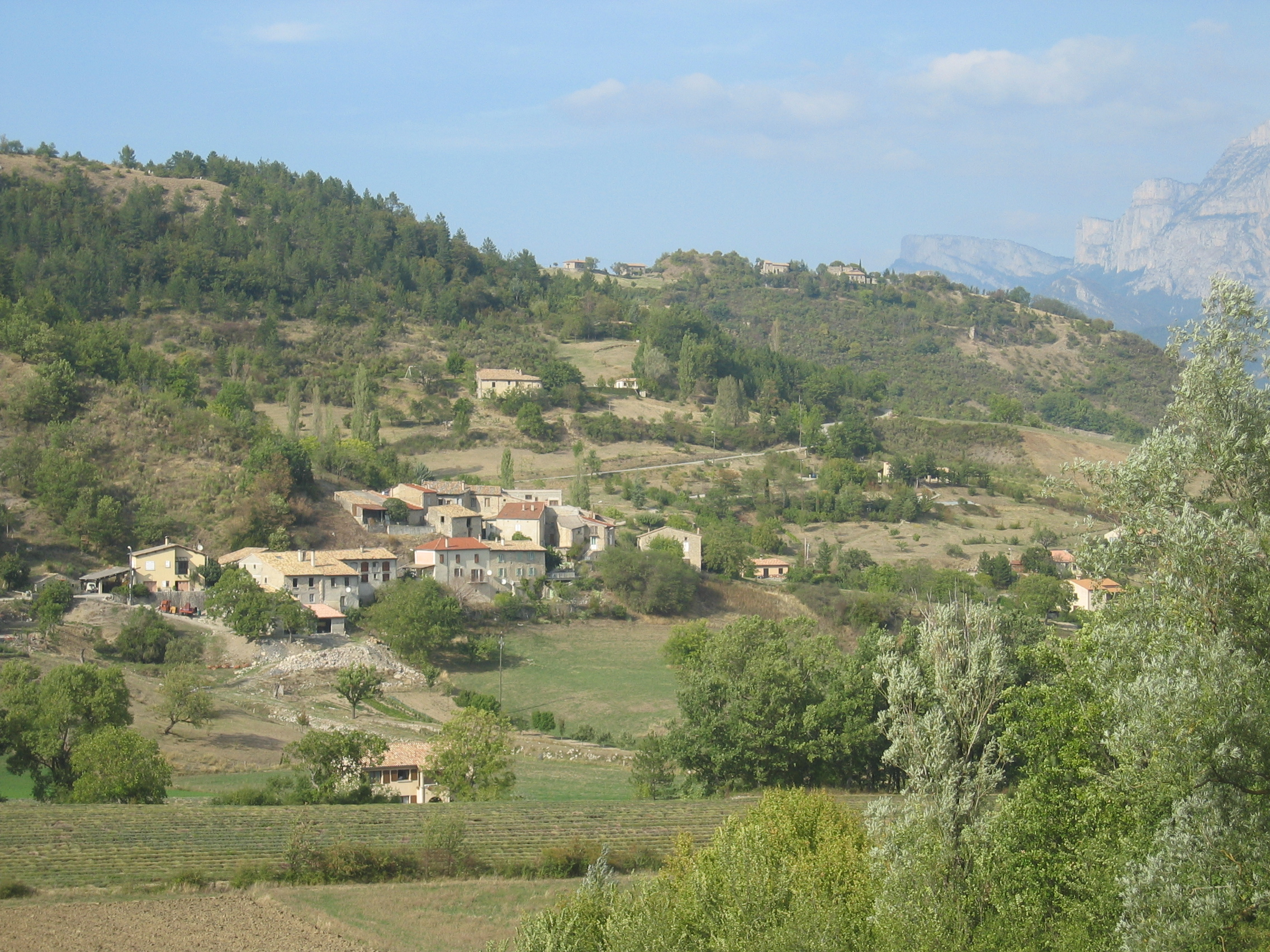
Hameau des Bâties et du Vieux Montmaur.

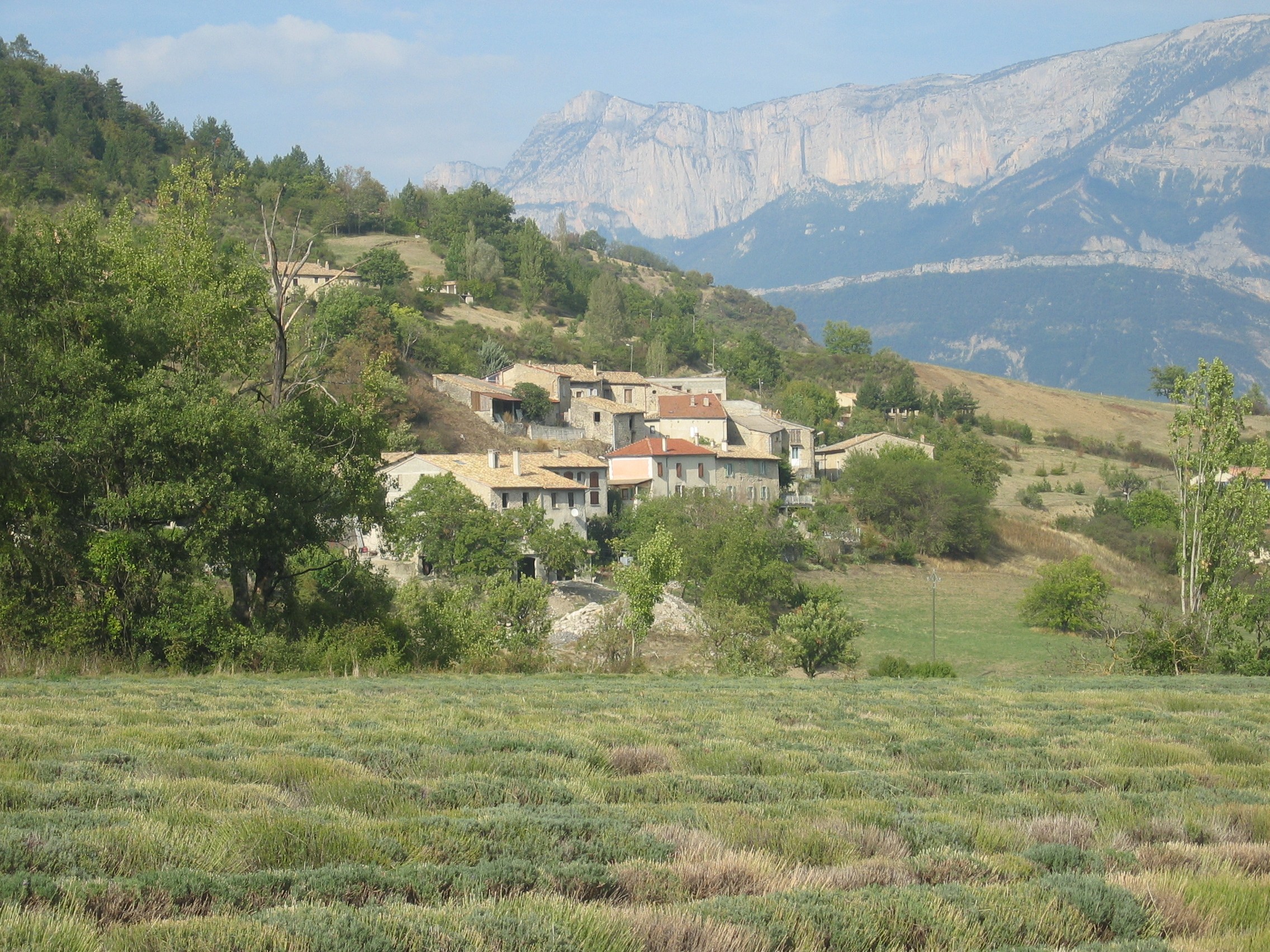
Les Bâties.

Site Géoportail (carte IGN) :
- Bois Rousset
- Brunette
- Champ Clos
- Clos du Banchet
- Coste Beaudonne
- Coste Belle
- Forêt Domaniale de Solaure
- Garachon
- Grange Neuve
- la Baume
- la Maison Neuve
- la Tuilière
- l'Auche
- l'Aye
- les Auches
- les Bâties
- les Baux
- les Chantres
- les Chaux
- les Condamines
- le Seillon
- le Serre
- les Jantons
- les Miches
- les Nals
- les Taillas
- le Viarard
- le Vieux Montmaur
- l'Île
- Pierre Graillette
- Pré Laval
- Sommet de la Plaine

## Toponymie

### Attestations
Dictionnaire topographique du département de la Drôme :
- 1165 : castrum Montis Majoris (cartulaire de Die, 10).
- 1178 : Montem Majorem (cartulaire de Die, 5).
- XIIIe siècle : Montmaior (censier de l'évêché de Die).
- XIVe siècle : mention de la paroisse : capella Montis Majoris (pouillé de Die).
- 1442 : castrum Montis Mauri (choix de documents, 237).
- 1450 : mention de la châtellenie : castellania de Monte Majori (Rev. de l'évêché de Die).
- 1509 : mention de l'église Saint-Marcel : ecclesia parrochialis Sancti Marcelli Montismajori (visites épiscopales).
- 1576 : Montmour (rôle de décimes).
- 1644 : Montmor (visites épiscopales).
- 1891 : Montmaur, commune du canton de Die.

(non daté)[réf. nécessaire] : Montmaur-en-Diois.

### Étymologie
La première partie du toponyme provient du latin mons « montagne, mont, élévation ».
La deuxième partie vient du latin major « grand, important ».
Par la suite, le toponyme a été rapproché des Montmaur « mont noir, mont sombre »[réf. nécessaire].

## Histoire

### Préhistoire
- Grottes avec témoins néolithiques[16].

### Protohistoire
- Poteries de l'âge du fer[16].

### Du Moyen Âge à la Révolution
La seigneurie : au point de vue féodal,  Montmaur était une terre (ou seigneurie) du patrimoine des évêques de Die dont les droits furent confirmés en 1178 par les empereurs germaniques et qui en ont été seigneurs jusqu'à la Révolution.
La commune est ruinée à la fin du XIVe siècle par les inondations et les guerres de Religion.
Avant 1790, Montmaur était une communauté de l'élection de Montélimar, subdélégation de Crest et du bailliage de Die.

Elle formait une paroisse du diocèse de Die dont l'église, dédiée à saint André, l'était auparavant à saint Marcel, et dont les dîmes appartenaient, un tiers à l'évêque et le reste au chapitre de Die.

La châtellenie de Montmaur avait la même étendue que la commune de ce nom.

#### Liste des consuls (1461 à 1790)
| Période                                  | Période | Identité                                | Étiquette | Qualité |
| ---------------------------------------- | ------- | --------------------------------------- | --------- | ------- |
| Les données manquantes sont à compléter. |         |                                         |           |         |
| 1461                                     | ?       | Guilheaume Virasac et Jaque Garcin      |           |         |
| ?                                        | ?       | ?                                       |           |         |
| 1579                                     | ?       | Boulard et Raillon                      |           |         |
| 1580                                     | ?       | Jean Boulard Jean et Claude Grosset     |           |         |
| 1585                                     | ?       | Laurent Martin et Jeanne Vigier         |           |         |
| 1589                                     | ?       | Claude Martin et Jean Boulard           |           |         |
| 1590                                     | ?       | Abraham Archimbaud et Claude Boullard   |           |         |
| 1591                                     | ?       | Cassien Grosset et Jean Boulard         |           |         |
| 1595                                     | ?       | Sébastien Archimbaud et Étienne Humbert |           |         |
| 1596                                     | ?       | Cassien Grousset et Jean Boullard       |           |         |
| 1597                                     | ?       | Domenge Boulard et Jean Dupays          |           |         |
| 1598                                     | ?       | Grosset et Silvestre                    |           |         |
| 1599                                     | ?       | Archimbaud et Boulard                   |           |         |
| 1600                                     | ?       | Jean Bonnard et Pierre Vincent          |           |         |
| 1602                                     | ?       | Silvestre et Raillon                    |           |         |
| 1603                                     | ?       | Pierre Souvestre                        |           |         |
| 1605                                     | ?       | Peyrol et Boulard                       |           |         |
| 1607                                     | ?       | Liotard et Drogue                       |           |         |
| 1608                                     | ?       | Sauvain et Boulard                      |           |         |
| 1609                                     | ?       | Silvestre et Virasac                    |           |         |
| 1613                                     | ?       | Liotard et Boulard                      |           |         |
| 1619                                     | ?       | Martin et Boulard                       |           |         |
| 1621                                     | ?       | Archimbaud et Guillaud                  |           |         |
| 1625                                     | ?       | Martin et Boulard                       |           |         |
| 1627                                     | ?       | Peyrol et Sibour                        |           |         |
| 1628                                     | ?       | Pierre Lagier                           |           |         |
| 1630                                     | ?       | Joubert et Boulard                      |           |         |
| 1631                                     | ?       | Daniel Odon et David Martin             |           |         |
| 1632                                     | ?       | Philippe Archimbaud                     |           |         |
| 1637                                     | ?       | Sauvain et Boulard                      |           |         |
| 1638                                     | ?       | Daniel et Abraham Odon                  |           |         |
| 1639                                     | ?       | Claude Moulin et Raillon                |           |         |
| 1640                                     | ?       | Jean Archimbaud et Noël Odon            |           |         |
| 1648                                     | ?       | Jean Boulard                            |           |         |
| 1653                                     | ?       | Noe Odon                                |           |         |
| 1654                                     | ?       | Jean Garcin                             |           |         |
| 1657                                     | ?       | Michel Odon                             |           |         |
| 1659                                     | ?       | Pierre Arthaud et Jean Railhon          |           |         |
| 1663                                     | ?       | Noël Odon et Étienne Silvestre          |           |         |
| 1664                                     | ?       | Jean Archimbaud et Estienne Martin      |           |         |
| 1665                                     | ?       | Jean Archimbaud et Estienne Martin      |           |         |
| 1668                                     | ?       | Pierre Archimbaud et Catherin Joubert   |           |         |
| 1669                                     | ?       | Jean Raillon et Pierre Évêque           |           |         |
| 1670                                     | ?       | Pierre Grimaud et Claude Liautard       |           |         |
| 1671                                     | ?       | Jean Mauran et Estienne Boulard         |           |         |
| 1673                                     | ?       | Mathieu Archimbaud                      |           |         |
| 1675                                     | ?       | F. Lioutard et Jean Odon                |           |         |
| 1676                                     | ?       | Pierre Martin et Noël Mourand           |           |         |
| 1678                                     | ?       | Pierre Archimbaud                       |           |         |
| 1679                                     | ?       | George Peyrol et Noël Odon              |           |         |
| 1680                                     | ?       | Pierre Morand                           |           |         |
| 1681                                     | ?       | Pierre Archimbaud                       |           |         |
| 1682                                     | ?       | Jean Liotard                            |           |         |
| 1683                                     | ?       | Jean Archimbaud                         |           |         |
| 1685                                     | ?       | Jean Mourand                            |           |         |
| 1686                                     | ?       | Pierre Maurin                           |           |         |
| 1687                                     | ?       | Pierre Morand                           |           |         |
| 1689                                     | ?       | Jean Bonnard                            |           |         |
| 1690                                     | ?       | J. Archimbaud                           |           |         |
| 1693                                     | ?       | Claude Raillon                          |           |         |
| 1695                                     | ?       | David Odon                              |           |         |
| 1696                                     | ?       | Antoine Jaubert                         |           |         |
| 1697                                     | 1698    | Jean Archimbaud                         |           |         |
| 1698                                     | ?       | Claude Rouyer                           |           |         |
| 1699                                     | ?       | Simon Joubert et Charles Gontard        |           |         |
| 1700                                     | ?       | Antoine Joubert et Jacques Blain        |           |         |
| 1702                                     | 1706    | Valentin René de Laye                   |           |         |
| 1707                                     | ?       | Jean Odon                               |           |         |
| 1707                                     | 1709    | Pierre Geroin                           |           |         |
| 1710                                     | ?       | Pierre Morand et Pierre Valentin        |           |         |
| 1711                                     | ?       | Mathieu Raillon et Pierre Morand        |           |         |
| 1712                                     | 1713    | Luis Cuchet                             |           |         |
| 1715                                     | 1716    | Moulin et Durand                        |           |         |
| 1717                                     | ?       | Jean Faure                              |           |         |
| 1718                                     | ?       | François Archimbaud                     |           |         |
| 1719                                     | ?       | Pierre Vallantin                        |           |         |
| 1720                                     | 1722    | Jean Odon                               |           |         |
| 1723                                     | ?       | Pierre Martin                           |           |         |
| 1724                                     | ?       | Estienne Boulard                        |           |         |
| 1726                                     | ?       | Marc Lioutard                           |           |         |
| 1727                                     | ?       | Jean Évêque                             |           |         |
| 1728                                     | ?       | Pierre Girouin                          |           |         |
| 1729                                     | 1730    | Jean-Pierre Odon                        |           |         |
| 1731                                     | ?       | François Archimbaud                     |           |         |
| 1732                                     | ?       | Claude Joubert                          |           |         |
| 1733                                     | 1734    | Pierre Girouin                          |           |         |
| 1735                                     | ?       | Pierre Archimbaud                       |           |         |
| 1736                                     | ?       | Pierre Martin                           |           |         |
| 1737                                     | ?       | ?                                       |           |         |
| 1738                                     | ?       | Chambrier                               |           |         |
| 1738                                     | 1739    | André Bernard                           |           |         |
| 1740                                     | ?       | Antoine Évêque                          |           |         |
| 1741                                     | ?       | Jean Odon                               |           |         |
| 1741                                     | 1762    | Pierre Roist                            |           |         |
| 1763                                     | ?       | L. Blain                                |           |         |
| 1774                                     | ?       | Jean-Louis Vallentin                    |           |         |
| 1776                                     | ?       | Pierre Martin                           |           |         |
| 1777                                     | ?       | Jean Joubert                            |           |         |
| 1778                                     | 1779    | Laurens Archimbaud                      |           |         |
| 1780                                     | ?       | Jean-Pierre Joubert                     |           |         |
| 1781                                     | ?       | Jean-Pierre Lantheaume                  |           |         |
| 1782                                     | ?       | Jean-Pierre Joubert                     |           |         |
| 1783                                     | ?       | Pierre Girouin                          |           |         |
| 1785                                     | ?       | Alexandre Liotard                       |           |         |
| 1786                                     | ?       | Pierre Chaffel                          |           |         |
| 1787                                     | ?       | Jacques Gaude                           |           |         |
| 1789                                     | ?       | Jean-Antoine Évêque                     |           |         |
| 1790                                     | ?       | Jean-Pierre Giroin                      |           |         |

### De la Révolution à nos jours
En 1790, la commune est comprise dans le canton de Luc-en-Diois. La réorganisation de l'an VIII (1799-1800) la place dans le canton de Die.

## Politique et administration

### Liste des maires
| Période                                                                      | Période                   | Identité                         | Étiquette        | Qualité |
| ---------------------------------------------------------------------------- | ------------------------- | -------------------------------- | ---------------- | --- |
| Les données manquantes sont à compléter. : de la Révolution au Second Empire |                           |                                  |                  | |
| 1790 (14 mars)                                                               | ?                         | Laurens Archimbaud               |                  | 1er maire |
| 1792 (1er nov.)                                                              | ?                         | Jean-Pierre Gillouin             |                  | |
| 1813                                                                         | ?                         | Benjamin Leveque                 |                  | |
| 1817                                                                         | ?                         | Pierre Paul Vallentin            |                  | |
| 1826                                                                         | ?                         | Jean Nal                         |                  | |
| 1829                                                                         | ?                         | Jean-Pierre René Gillouin        |                  | |
| 1836                                                                         | ?                         | Jean Arnaud                      |                  | |
| 1837                                                                         | ?                         | Alexandre Liotard                |                  | |
| 1845 (24 juin)                                                               | ?                         | Hyppolite Leveque                |                  | |
| 1846 (6 nov.)                                                                | ?                         | Louis Leveque                    |                  | |
| 1848 (3 sept.)                                                               | ?                         | Hyppolite Benjamin Leveque       |                  | (du Seillon) |
| 1864 (16 oct.)                                                               | ?                         | Jean Antoine Chaine              |                  | (Dès 1869 Joubert Benjamin, 1er adjoint, préside les conseils.)                                                                                        |
| 1870 (3 sept.)                                                               | 1871                      | Fortuné Vallentin                |                  | (du vieux village) |
| Les données manquantes sont à compléter. : depuis la fin du Second Empire    |                           |                                  |                  | |
| 1871                                                                         | 1874                      | Fortuné Vallentin                |                  | maire sortant |
| 1874                                                                         | 1876                      | Fortuné Vallentin                |                  | maire sortant |
| 1876 (8 oct.) (élection ?)                                                   | 1878                      | Jean Poulet                      |                  | (des Jantons) |
| 1878                                                                         | 1880                      | Jean Poulet                      |                  | maire sortant |
| 1880 (23 janv.) (élection ?)                                                 | 1881                      | Léon Nal                         |                  | |
| 1881 (23 janv.) (élection ?)                                                 | 1884                      | Rosemond Chaine                  |                  | |
| 1884                                                                         | 1888                      | Rosemond Chaine                  |                  | maire sortant |
| 1888 (20 mai)                                                                | 1892                      | Fortuné Vallentin                |                  | |
| 1892 (15 mai)                                                                | 1893                      | Benjamin Joubert                 |                  | (élu au 3e tour au bénéfice de l'âge) |
| 1893 (14 mai) (élection ?)                                                   | 1894                      | Jean Lagarde                     |                  | (élu au 3e tour au bénéfice de l'âge) |
| 1894 (18 févr.) (élection ?)                                                 | 1896                      | Rosemond Chaine                  |                  | |
| 1896                                                                         | 1899                      | Rosemond Chaine                  |                  | maire sortant |
| 1899 (6 août) (élection ?)                                                   | 1900                      | Léon Nal                         |                  | |
| 1900 (20 mai)                                                                | 1904                      | Rosemond Chaine                  |                  | |
| 1904                                                                         | 1908                      | Rosemond Chaine                  |                  | maire sortant |
| 1908                                                                         | 1912                      | Rosemond Chaine                  |                  | maire sortant |
| 1912 (19 mai)                                                                | 1912                      | Adrien Oddon                     |                  | (élu trois fois de suite au bénéfice de l'âge et trois fois démissionnaire)                                                                            |
| 1912 (6 août)                                                                | 1925                      | Rey, Vincent, Lapeyre            |                  | dissolution du conseil municipal par le président de la République. Une délégation spéciale est nommée pour remplir les fonctions du conseil municipal |
| 1912 (8 sept.) (élection ?)                                                  | 1919                      | Camille Poulet                   |                  | |
| 1919 (10 dec.)                                                               | 1925                      | monsieur Gros Long               |                  | |
| 1925                                                                         | 1929                      | monsieur Gros Long               |                  | maire sortant |
| 1929                                                                         | 1935                      | monsieur Gros Long               |                  | maire sortant |
| 1935                                                                         | 1945                      | monsieur Gros Long               |                  | maire sortant |
| 1945                                                                         | 1947                      | Auguste Ferrier                  |                  | |
| 1947                                                                         | 1953                      | Auguste Ferrier                  |                  | maire sortant |
| 1953                                                                         | 1957                      | Auguste Ferrier                  |                  | maire sortant |
| 1957 (élection ?)                                                            | 1959                      | Paul Vallentin                   |                  | |
| 1959                                                                         | 1965                      | Paul Vallentin                   |                  | maire sortant |
| 1965                                                                         | 1971                      | Paul Vallentin                   |                  | maire sortant |
| 1971                                                                         | 1977                      | Paul Vallentin                   |                  | maire sortant |
| 1977                                                                         | 1983                      | Aimé Chauvin                     |                  | |
| 1983                                                                         | 1989                      | Aimé Chauvin                     |                  | maire sortant |
| 1989                                                                         | 1995                      | Aimé Chauvin                     |                  | maire sortant |
| 1995                                                                         | 2001                      | Jean-Paul Keller                 |                  | |
| 2001                                                                         | 2008                      | Alain Vallentin                  |                  | |
| 2008                                                                         | 2014                      | Jean-Paul Keller                 |                  | |
| 2014                                                                         | 2020                      | Jean-Claude Flohic               | (sans étiquette) | |
| 2020                                                                         | En cours (au 22 mai 2021) | Claire Gery[source insuffisante] |                  | |

### Finances locales
Finances locales de Montmaur-en-Diois de 2000 à 2018.

## Population et société

### Démographie
L'évolution du nombre d'habitants est connue à travers les recensements de la population effectués dans la commune depuis 1793. Pour les communes de moins de 10 000 habitants, une enquête de recensement portant sur toute la population est réalisée tous les cinq ans, les populations de référence des années intermédiaires étant quant à elles estimées par interpolation ou extrapolation. Pour la commune, le premier recensement exhaustif entrant dans le cadre du nouveau dispositif a été réalisé en 2008.

En 2022, la commune comptait 95 habitants, en évolution de +15,85 % par rapport à 2016 (Drôme : +2,64 %, France hors Mayotte : +2,11 %).
| 1793 | 1800 | 1806 | 1821 | 1831 | 1836 | 1841 | 1846 | 1851 |
| ---- | ---- | ---- | ---- | ---- | ---- | ---- | ---- | ---- |
| 227  | 243  | 221  | 239  | 237  | 239  | 220  | 236  | 253  |

| 1856 | 1861 | 1866 | 1872 | 1876 | 1881 | 1886 | 1891 | 1896 |
| ---- | ---- | ---- | ---- | ---- | ---- | ---- | ---- | ---- |
| 242  | 252  | 233  | 230  | 225  | 189  | 187  | 173  | 162  |

| 1901 | 1906 | 1911 | 1921 | 1926 | 1931 | 1936 | 1946 | 1954 |
| ---- | ---- | ---- | ---- | ---- | ---- | ---- | ---- | ---- |
| 174  | 160  | 155  | 121  | 117  | 108  | 94   | 84   | 84   |

| 1962 | 1968 | 1975 | 1982 | 1990 | 1999 | 2006 | 2008 | 2013 |
| ---- | ---- | ---- | ---- | ---- | ---- | ---- | ---- | ---- |
| 63   | 60   | 59   | 58   | 79   | 79   | 80   | 80   | 81   |

| 2018 | 2022 | - | - | - | - | - | - | - |
| ---- | ---- | - | - | - | - | - | - | - |
| 85   | 95   | - | - | - | - | - | - | - |

### Enseignement
La commune relève de l'académie de Grenoble.

### Sports

#### Événements sportifs
Les routes de Montmaur-en-Diois sont régulièrement empruntées par les étapes de transition du Tour de France entre les Alpes et les Pyrénées :
- 11/07/1996 : étape 11, Gap à Valence,
- 15/07/2010 : étape 11, Sisteron à Bourg-lès-Valence.

### Médias
Le territoire de la commune se situe dans l'aire de diffusion de plusieurs médias :
- Presse écrite
  - Le Dauphiné libéré, quotidien régional qui consacre, chaque jour, y compris le dimanche, dans son édition de « La vallée de la Drôme » un ou plusieurs articles à l'actualité du canton et de la commune, ainsi que des informations sur les éventuelles manifestations locales, les travaux routiers, et autres événements divers à caractère local.
  - L'Agriculture Drômoise, journal d'informations agricoles et rurales, couvre l'ensemble du département de la Drôme.
  - Drôme Hebdo (ancien Peuple Libre), hebdomadaire chrétien d'informations.
  - Journal du Diois et de la Drôme.
- Presse audio-visuelle
  - France Bleu est une radio publique diffusée sur son territoire.

### Cultes
L'église et la communauté catholique de Montmaur-en-Diois sont rattachées à la paroisse Saint-Marcel en Diois, laquelle couvre 37 communes et dépend du Diocèse de Valence.

## Économie

### Agriculture

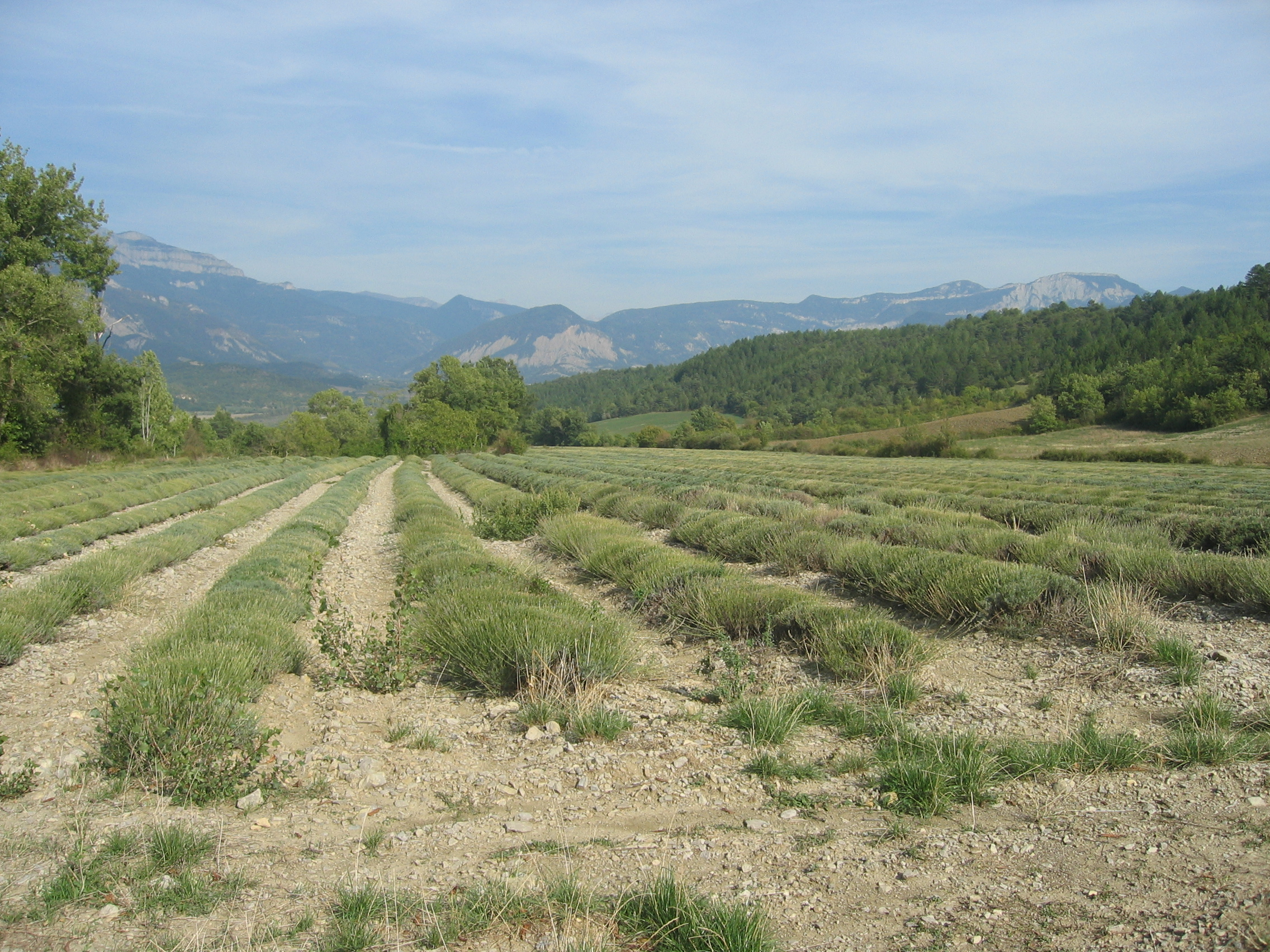
Champs de lavande à Montmaur en Diois.

En 1992 : céréales, pâturages (ovins), vignes (vins AOC Châtillon-en-Diois et Clairette de Die).

## Culture locale et patrimoine

### Lieux et monuments

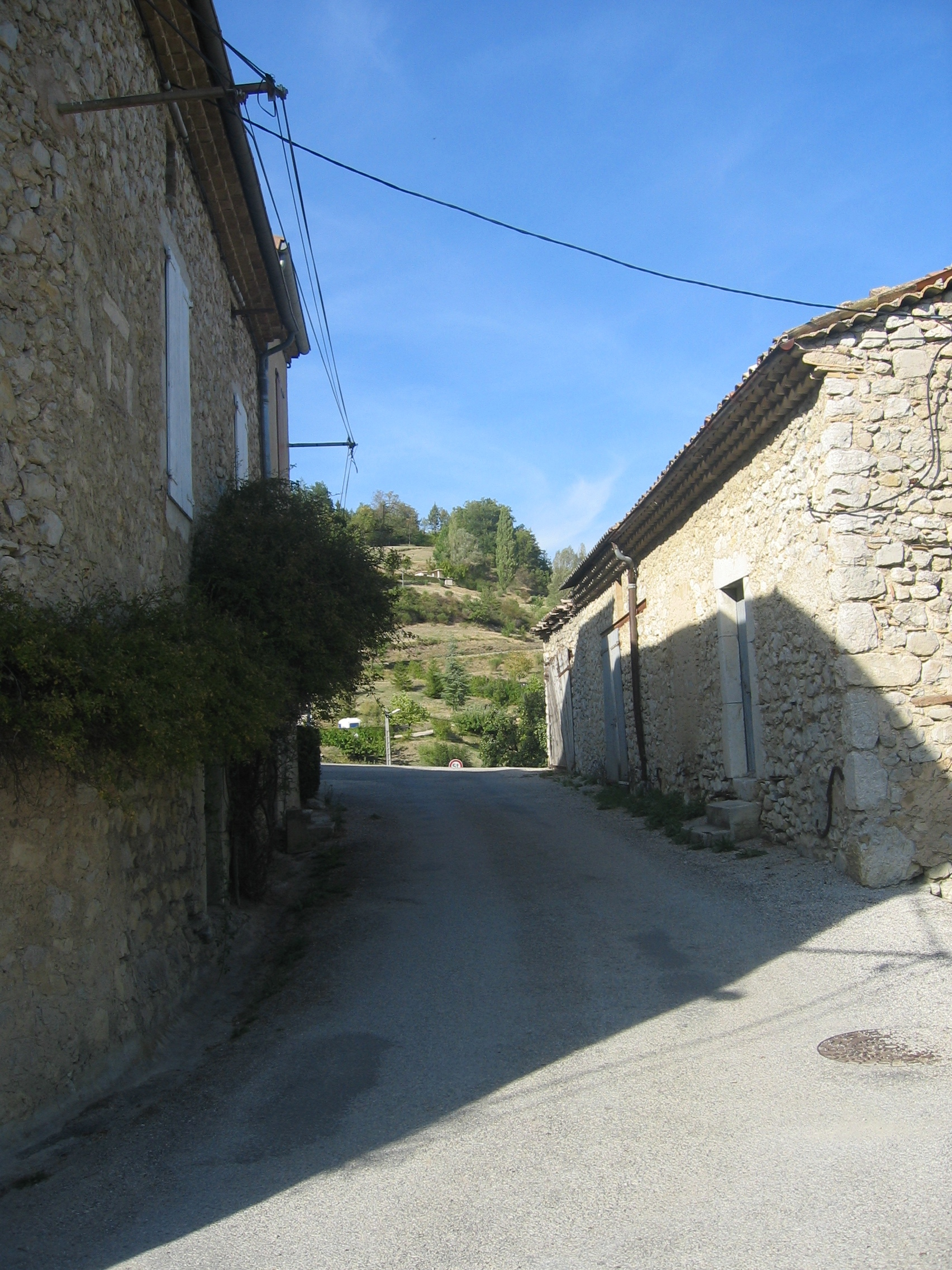
Rue du quartier des bâties à Montmaur-en-Diois.

- Ruines de remparts de l'ancien village[16].

Ruines féodales dans le hameau du Vieux Montmaur (ancien village, remparts, porte et château)[réf. nécessaire].
- Ruines de l'église[réf. nécessaire].

### Patrimoine naturel
Plusieurs grottes :
- grotte de Salaure[1] ;
- grotte du Fournet[1] ;
- Grotte d'Antonnaire.

### Héraldique, logotype et devise
|  | Montmaur-en-Diois possède des armoiries dont l'origine et le blasonnement exact ne sont pas disponibles. |